# Lorschi méháldás
A lorschi méháldás (németül: Lorscher Bienensegen) az egyik legrégebbi rímelő költemény német nyelven.

## Leírás
A szerzemény a 10. századból származik és ófelnémet nyelven jegyezték fel fejjel lefelé Szent Pál víziójának egy apokrif kéziratára. A kézirat ma a Vatikáni Apostoli Könyvtárban található, és eredetileg a lorschi bencés apátságban készült.
Az óangol méháldáshoz hasonlóan ez az ófelnémet változat célja is az, hogy megakadályozza a méhek rajzását. Az „áldás” csak külsőség, új forma, egyfajta keresztény köntös. Krisztus és Mária neve is talán csak a följegyzés során, vagy az azt megelőző évtizedekben került bele, helyükön régen valószínűleg valamilyen germán istenség neve szerepelhetett és nem is áldás volt, hanem varázslat, ráolvasás – hasonlóan egyéb más ilyen típusú szöveghez, mint pl. a merseburgi ráolvasások.
Több vélemény szerint a szöveg eredetileg két ráolvasás volt. Az első és a második sor a már kirajzott méhekkel foglalkozik, a harmadiktól a hatodik sorig az egyes rovarról van szó, amelynek a továbbrepülése megakadályozandó. Összességében az elsőtől a hatodik sorig egyre erőteljesebb a felszólítás, ami a metrikában is tükröződik. Az első másfél sorban a méhész beszél (vihu minaz – jószágom), ezt követi Szűz Mária parancsa és végül a méhek Isten akaratát kell kövessék.

## A szöveg
| Eredeti szöveg Kirst, imbi ist hûcze Nû fluic dû, vihu mînaz, hera Fridu frôno in godes munt Heim zi comonne gisunt Sizi, sizi, bîna Inbôt dir sancte Maria Hurolob ni habe dû Zi holce ni flûc dû Noh dû mir nindrinnês Noh dû mir nintuuinnêst Sizi vilu stillo Uuirki godes uuillon | Mai német nyelven Christus, der Bienenschwarm ist heraußen! Jetzt flieg, du mein Vieh, herbei. Im Frieden des Herrn, im Schutz Gottes, gesund heim zu kommen. Sitze, sitze, Biene. Das gebot dir die heilige Maria. Urlaub habe du nicht; Zum Holze flieg du nicht; Weder sollst du mir entrinnen. Noch mir entkommen. Sitz ganz still, Bewirke Gottes Willen. | Magyar fordítása Krisztus, kint van a raj Most repülj, jószágom, ide Az Úr békéjében, Isten védelmében Hazajönni egészségben Ülj le, ülj le, méh Parancsolja Mária Szabadságod ne legyen Erdőbe ne repülj Sem el ne szabadulj Sem meg ne szabadulj Ülj egészen nyugodtan Tedd Isten akaratát |

## Külső hivatkozások
- http://www.galdorcraeft.de/zs_biene_d.htm
- http://www.hiltibrant.de lorschi méháldás
- Pal. lat. 220 (Vatican, Biblioteca Apostolica Vaticana) – digital facsimile (Bibliotheca Laureshamensis - digital)